# Sphaeranthus epigaeus
Sphaeranthus epigaeus là một loài thực vật có hoa trong họ Cúc. Loài này được Schinz miêu tả khoa học đầu tiên.